# 毎日小学生新聞
毎日小学生新聞（まいにちしょうがくせいしんぶん）は、毎日新聞社が発行する小学生とその保護者向けの日刊紙である。略称は「毎小（まいしょう）」。

## 概要

### 歴史
1936年12月22日に大阪毎日新聞社（現・毎日新聞大阪本社）から「大毎小学生新聞」として創刊。1945年11月13日、第三種郵便物認可。同じ頃、関西中心の「大阪毎日新聞」の姉妹紙として関東中心にあった「東京日日新聞」（現・毎日新聞東京本社）発行の「東京日日新聞社」からも「東日小学生新聞」が刊行された。両「小学生新聞」は形式、編集はほぼ同じで、ローカルな記事に特色が出ていた。そして1943年に「大阪毎日新聞」が「東京日日新聞」と紙面合同をして「毎日新聞」となったのに伴って、両小学生新聞も合併して「毎日小学生新聞」となった。
かつては東京本社版・大阪本社版・西部本社版とも、発行所住所のクレジットがその管轄地域で別々に記載されていたが、2015年現在は全国版で東京本社の住所のみの記載となっている。
毎日新聞北海道支社では2021年6月1日付から「北海道小学生新聞」（ほっかいどうしょうがくせいしんぶん）の題号にて発行されている。北海道北広島市の工場で印刷された紙面を、北海道内の小学生を対象とした紙面構成になっているが、内容は毎小本紙と同じである。

### 内容・その他
内容は、政治や社会、科学や文化、スポーツ等の話題を小学生向けに分かりやすくまとめた記事や特集、全国各地の学校行事や課外活動等の話題、学習や受験（中学入試）に関する話題や解説の他、読者の投稿欄や連載漫画、小説なども掲載されている。『論語くん』と『あげたて ころばやしくん』という漫画も掲載されている。
タブロイド判8 - 12ページ。基本的に全8頁で構成され、土曜日には中高生向けページ「15歳のニュース」が4ページ追加され、計12ページ。
発行部数は公表されていないが、森忠彦編集長が「多いときで15万部くらい」と答えている。
題字は「大毎小学生新聞」時代の字模様は大阪毎日新聞と同じ物（横線に桜）で、毎日小学生新聞になってからも引き続き使用された。1981年に字模様なしの題字（丸文字）に変更。1991年11月に毎日新聞の題字が現在の物に変更された際、小学生新聞の題字下に「毎日の目」のロゴマークが記載されるようになった。

### 連載小説
東日小学生新聞には少年SF小説が連載され、魅力になっていた。
- 『怪塔王』（海野十三　1938年4月8日 - 12月4日）
- 『潜水艦銀龍号』（南洋一郎　1938年 - 1939年）
- 『火星兵団』（海野十三　1939年9月24日 - 1940年12月30日）

### 著名な漫画家を発掘
当紙には手塚治虫、藤子不二雄（藤本弘・安孫子素雄）、園山俊二、松本零士らがアマチュア時代から漫画を発表した。藤子が上京前に執筆した4コマ漫画『天使の玉ちゃん』は当紙の大阪版に掲載された。園山が大学生時代から書き始めた『がんばれゴンベ』（そのやましゅんじ名義）は1959年から1992年まで32年間にわたって連載された。
また、当紙に学習漫画を長きに渡り発表した内山安二は、毎日新聞西部本社の社員時代に大阪から電送された手塚の作品を修正したのがきっかけで漫画家としてデビューした。

### 通算2万5000号
2008年5月8日に通算2万5000号を発行した。当日の紙面には「日本にある子ども向けの新聞では最も歴史のある新聞です」と書かれた。